# Карлтон, Джесси
Джесси Лэндис Карлтон (англ. Jesse Landis Carleton; 20 августа 1862, Камберленд, Мэриленд — 6 декабря 1921, Сент-Луис) — американский гольфист, бронзовый призёр летних Олимпийских игр 1904.
На Играх 1904 в Сент-Луисе Карлтон участвовал в двух турнирах. В командном он занял 12-е место, и в итоге его команда стала третьей и получила бронзовые награды. В одиночном разряде он занял 16-е место в квалификации, но пройдя в плей-офф, закончил соревнование уже в первом раунде.